# 威拉米特国家森林

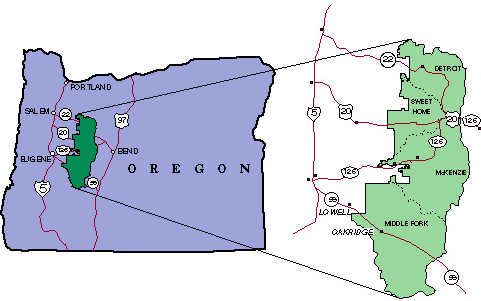
威拉米特国家森林地图

威拉米特国家森林（英語：Willamette National Forest）是一座美国国家森林，位于喀斯喀特山脉中部、俄勒冈州境内。森林面积1,678,031英畝（6,790.75平方），是美国最大的国家森林之一，其中超过380,000英畝（1,500平方）的面积属于荒野保护区，内有七座山峰。此外，森林也有几处处于国家野生与风景河流系统内的河流。森林名自林区内最大的河——威拉米特河。威拉米特国家森林的行政中心位于斯普林菲尔德市，但在马更些布里奇、米尔城、底特律、斯威特霍姆、韦斯特菲尔也有若干处巡逻区办公室。